# Такер Карлсон
Такер Свонсон Макнир Карлсон (енгл. Tucker Swanson McNear Carlson; Сан Франциско, 16. мај 1969) амерички је конзервативни политички коментатор и књижевник. Између 2016. и 2023. водио је ток-шоу Tucker Carlson Tonight који је емитовао Fox News. Године 2023. Fox News га је отпустио, а од тада води ток-шоу Tucker on X и The Tucker Carlson Show.
Заговорник је актуелног председника САД Доналда Трампа, док су га бројни посматрачи назвали „најутицајнијим гласом у медијима деснице”. Критичан је према имиграцији. Некада је био економски либертаријанац, док данас подржава протекционизам. Године 2004. одрекао се првобитне подршке рату у Ираку, а од тада је скептичног става према страним интервенцијама САД.

## Биографија
Рођен је 16. маја 1969. у Сан Франциску као први син новинара Дика Карлсона и уметнице Лисе Макнир. Дик Карлсон је био директор Гласа Америке од 1986. до 1991.
У раној фази каријере, био препознатљив по лептир-машни коју је стално носио до 2006. године. Био је један од водитеља политичке емисије „Кросфајер” (енгл. Crossfire) на CNN-у и водитељ своје емисије на MSNBC-у. Почетком 2010. године је заједно са бившим помоћником Дика Чејнија Нилом Пателом основао „Дејли колер” (енгл. Daily Caller), информативни веб-портал који је осмишљен као десничарски еквивалент левичарског Хафингтон Поста.
Иако га многи сматрају конзервативцем, Карлсон је због својих ставова изазивао контроверзе и недоумице међу америчким конзервативцима. 2000-их је прво подржавао па критиковао рат у Ираку а потом и председника Буша оптужио да „није никакав конзервативац”. Понекад га људи сматрају либертаријанцем уместо конзервативцем због тога што се не противи истополним браковима, због свог присуства на скупу Рона Пола и присуства свечаном отварању легалног бордела у Невади.
Радио је као политички коментатор за телевизијски канал „Фокс њуз” све до априла 2023. године када је добио отказ са ове телевизије. У званичном саопштењу које је 24. априла 2023. издао Fox News се не наводи разлог отказа, већ је речено да су се међусобно споразумели о прекиду сарадње.
У августу 2023. се срео са председником Србије Александром Вучићем у Будимпешти, приликом чега су повели разговор о геополитици.

## Дела
- Carlson, Tucker (2003). Politicians, Partisans, and Parasites: My Adventures in Cable News. New York: Warner Books. ISBN 978-0759508002..
- Carlson, Tucker (2018). Ship of Fools: How a Selfish Ruling Class Is Bringing America to the Brink of Revolution. New York: Simon & Schuster. ISBN 978-1501183669.
- Carlson, Tucker (2021). The Long Slide: Thirty Years in American Journalism. New York: Simon & Schuster. ISBN 978-1501183690.